# Laodicé des Samènes
Pour les articles homonymes, voir Laodicé.
Laodicé des Samènes est une reine d'un royaume inconnu en Asie. Elle a vécu à l'époque du roi séleucide Antiochos X Eusèbe, qui règne entre 95 et 92 ou 88 av. J.-C., et qu'elle a appelée à l'aide contre les Parthes.

## Contexte historique
Laodicé est connue d'après les écrits datant du premier siècle de Flavius Josèphe. Vers 92 av. J.-C., elle envoie une pétition à Antiochos X Eusèbes pour lui demander de l'aide contre les Parthes. En réponse, le roi séleucide marche contre eux, mais il trouve la mort dans la bataille.

## Identification et localisation
Il est difficile d'identifier le peuple de la reine Laodicé : chaque manuscrit subsistant de Flavius Josèphe transmet en effet une version différente. On y trouve deux noms et leurs variantes selon ces manuscrits. Dans le Codex Leidensis (Lugdunensis), il est question de Giléadites alors que dans le Codex Palatinus (Vaticanus), il est plutôt question de Samènes. Josef Dobiáš penche pour le nom de Samène qui est devenu le consensus académique.
Le Σαμηνών du Codex Palatinus est similaire au nom d'un peuple mentionné par Stéphane de Byzance comme le Σαμηνώ ou Σαμηνoί (Dobiáš le traduit en français par Samènes). Stephanus les a décrits comme des nomades arabes et Dobiáš a admis que les Σαμηνών sont identiques aux Σαμηνoί (Samènes) ; ainsi Laodice aurait été la reine d'une tribu arabe,. Bernhard Moritz a donné aux gens mentionnés par Stephanus le nom de Samenoi et les a identifiés avec les Samnei (Samnaei dans la restitution de Dobiáš), qui sont une tribu arabe du sud de l'Arabie selon Pline l'Ancien ; Dobiáš est néanmoins sceptique quant à l'identification de Moritz.